# Snäckväxel

Snäckväxel.

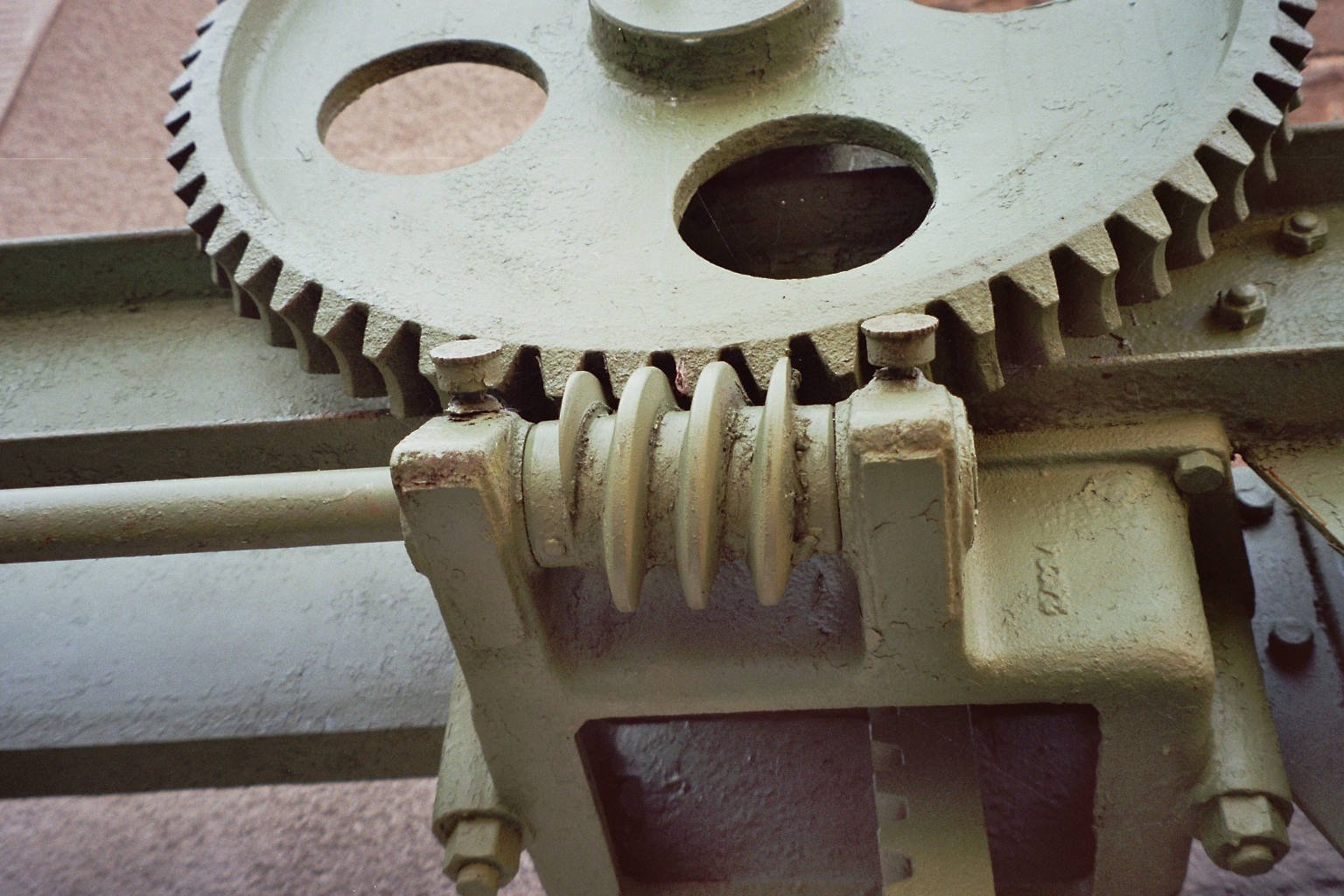
Snäckväxel som styr en slusslucka. Positionen ändrar sig inte efter att ha blivit ställd.

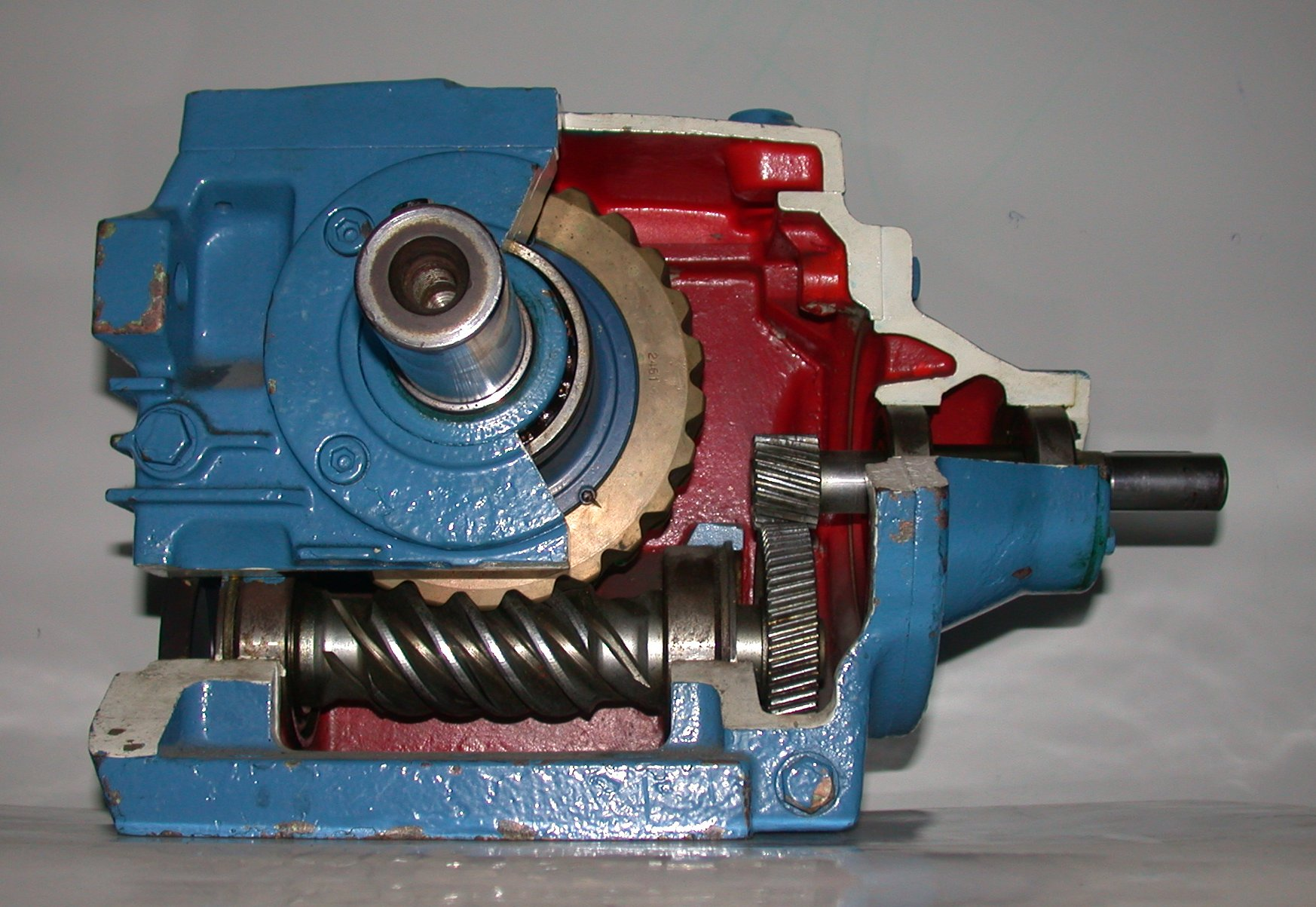
Partiell genomskärning av en snäckkuggväxel.

Snäckväxel eller skruvhjulsväxel är en mekanisk växel som medger nedväxling av varvtal och ökning av moment, och är ett vanligt konstruktionselement inom maskintekniken vid behov av stora utväxlingar och ändå ett kompakt format. Det består av ett större kugghjul, snäckhjulet, som drivs av skruvrörelsen i snäckskruven, en mindre detalj ansluten till ingående axel. Snäckskruven (snäckan) är en skruv med profil som passar i snäckhjulets kuggar. Ingående axel med snäckskruven korsar ofta utgående axel i 90° vinkel, se film här intill.

## Egenskaper
I regel erhålles en stor utväxling, i storleksordningen 10:1 till 100:1, men 4:1 kan förekomma. Den drivande kraften kommer från snäckskruven och vid hög utväxling (normalt större än 60:1) kan snäckväxeln bli självhämmande, självlåst,  det vill säga att växeln inte backar även om en stor last belastar den utgående axeln. Därför lämpar sig snäckväxlar för applikationer med höga säkerhetskrav, såsom vid hängande last. 
Snäckväxeln är självhämmande vid: 
ß ≤ ρ, det vill säga stigningsvinkeln för snäckskruven (Beta) ≤ friktionsvinkeln (Rho) 
eller
µ ≥ tan (ß), det vill säga friktionskoefficienten (My) ≥ tan (stigningsvinkeln för snäckskruven (Beta)).
Enklare beskrivet, när tillgängliga friktionskrafter är större än drivande krafter blir drivning i omvänd ordning, från utgående axel till ingående axel omöjlig, det vill säga då är snäckväxeln självhämmande.

Vid lägre utväxlingar uppstår inte självhämning, som egentligen styrs av stigningsvinkeln snarare än utväxlingen.
Det sker en i princip rätvinklig omvandling av vridmoment till perifer kraft, som blir vridmoment i utgående axel. På grund av glidning, friktion och arbetssätt, kan verkningsgraden inte bli jämförbar med kuggväxlar, utan ligger oftast inom området 40-85 % för högkvalitativa, välsmorda enheter, i undantagsfall över 90 %. Ju större nedväxling, desto större effektförlust. Då all effektförlust utvecklas som värme, krävs ofta hänsyn för kylning av växeln.
Vid reversering förekommer hysteres innan moment överförs i motsatt riktning om påliggande belastning som eliminerar glappet saknas. Dock tillverkas speciella glappreducerade växlar.

## Utförande
Snäckhjulet görs ofta med kuggar som är konkava i axialriktningen, för en stor ingreppsyta mot snäckskruven. Snäckhjulet görs ofta av någon bronslegering, för bättre friktionsegenskaper mot skruvens stål. I hemelektronik finns ofta snäckväxlar av plast.
Konstruktionen gör att en snäckväxel i varje steg har en ändring av vinkeln mellan in- och utgående axel, likt en vinkelväxel, fast i olika plan.
Som konstruktionselement finns snäckväxlar i ett steg, eller flera i en enhet, där något steg kan vara en kuggväxel, s.k. snäckkuggväxel.
Ofta utförs växlar med fläns för montering av motor eller annan enhet. Motor med färdigmonterad snäckväxel benämns snäckväxelmotor.